# Laughlin (Nevada)
Pour les articles homonymes, voir Laughlin.
Laughlin aussi appelée la petite Las Vegas, est une ville non incorporée située dans le comté de Clark, dans le sud du Nevada, aux États-Unis d'Amérique.

## Histoire
Laughlin fut fondée en 1940 par un entrepreneur, hôtelier Don Laughlin (en), qui lui a donné son nom, c'est une petite ville du Nevada, située sur les rives du Colorado  surnommée « Little Vegas » par les commerçants, elle offre un avant-goût de Las Vegas sans les contraintes de la circulation et les prix prohibitifs. La ville ancienne se composait d'un motel et d'un bar servant des mineurs d'or et d'argent, des ouvriers du bâtiment construisant le barrage Davis et des passionnés de pêche. Dans les années 1950, les ouvriers du bâtiment sont partis et la ville a pratiquement disparu.
Laughlin est située sur la rivière, à la pointe la plus méridionale du Nevada, le long du fleuve Colorado, où se rencontrent le Nevada, la Californie et l'Arizona, c'est une destination touristique et un lieu de villégiature majeur. L'accent est mis sur les activités extérieures et familiales, et la plupart des casinos qui bordent le fleuve Colorado sont reliés par une voie piétonne connue sous le nom de Laughlin Riverwalk.

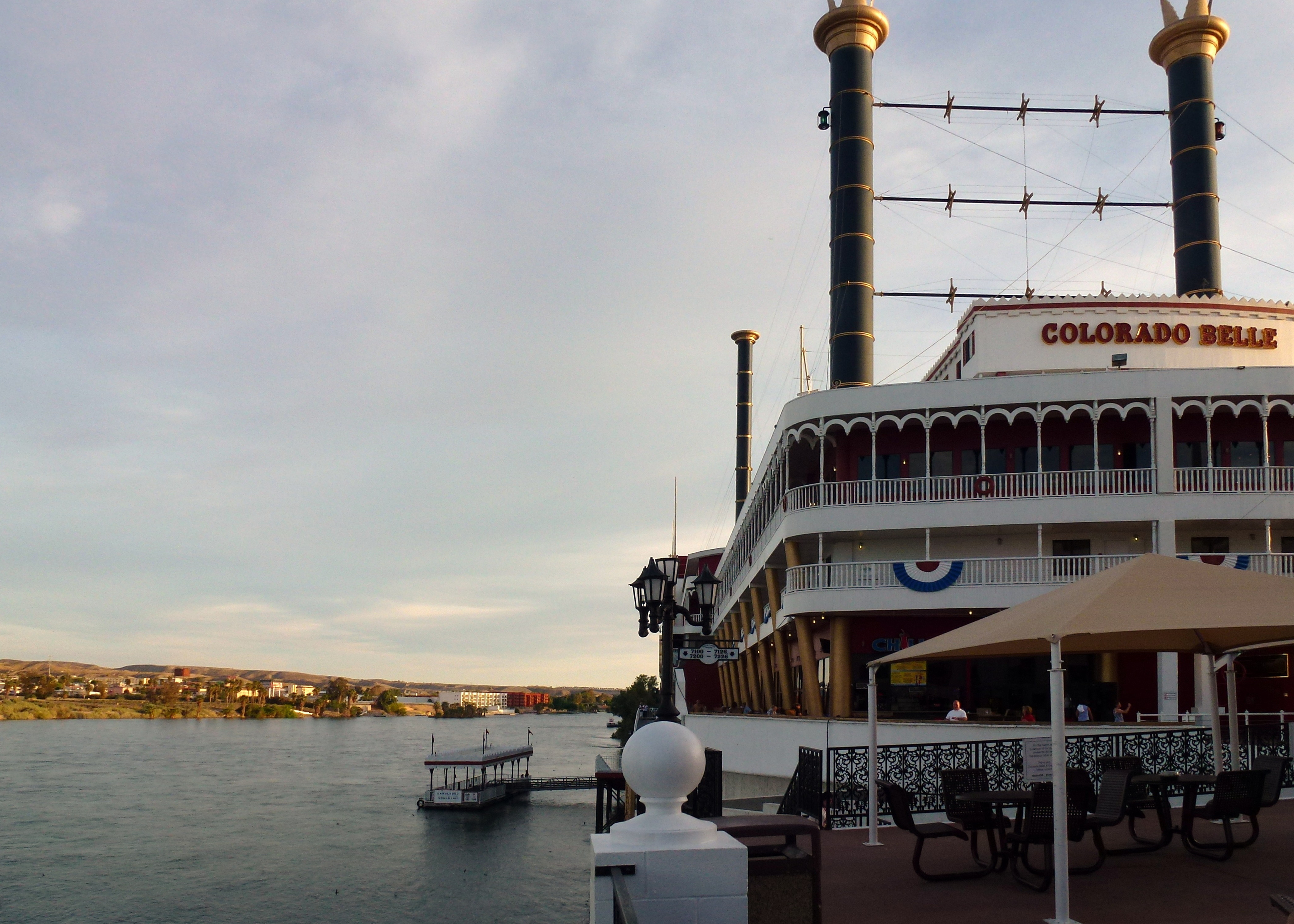
La rivière du Colorado à Laughlin.

## Tourisme
Laughlin, est arrosé par le Colorado sur lequel il est pratiqué la voile, la natation, la pêche, et les sports nautiques. Laughlin est baigné par les rives du lac Mohave, un lac de barrage situé sur le Colorado, entre le Barrage Hoover et le barrage Davis, dans la Cottonwood Valley qui sert de frontière entre le Nevada et l'Arizona qui contribue au développement des activités nautiques du fleuve Colorado.

### Événements annuels
Depuis 2001, l' hôtel Tropicana Express Hotel and Casino est l’hôte de la compétition Talent Quest National Finals. Le concours a lieu la troisième semaine de septembre, au cours duquel des chanteurs qualifiés se disputent la première place dans les catégories Pop / Rock / R / B et Country / Western masculines et féminines. 
La Laughlin River Run a débuté en 1983 et rassemble chaque année des milliers de motards passionnés chaque printemps, généralement à la fin d'avril. Les célébrations du Nouvel An peuvent être intéressantes puisque la ville voisine de Bullhead City, en Arizona (dans le fuseau horaire de montagne standard ), a une heure d'avance sur Laughlin (dans le fuseau horaire du Pacifique ). Les fêtards peuvent célébrer le Nouvel An à Bullhead City, puis traverser le pont pour arriver à Laughlin et le rappeler une heure plus tard s'ils le souhaitent.
Chaque année, autour des vacances de Pâques, le Townfest annuel a lieu le long de la Needles Highway. Il comprend un défilé traditionnel de petite ville, comprenant des éclaireurs et des éclaireuses, des groupes d’écoles, des églises et des équipes de la Petite Ligue. Parmi les autres festivités, citons un carnaval, une tombola et des stands de nourriture fournis par des clubs de service locaux, un café en plein air et des spectacles musicaux en direct.
La régate annuelle de la rivière est une descente flottante de trois à quatre heures sur le fleuve Colorado. Les participants sont autorisés à assembler jusqu'à une dizaine d'embarcations décorées conformément au thème annuel de la régate.

### Parcs
Situé dans la partie nord de Laughlin, le Colorado River Greenway Heritage Trail est un parc. Il comprend neuf miles de pistes pour cyclistes, piétons et cavaliers; toilettes; sites de pique-nique; abris d'ombre; quais de pêche; une vaste aire de jeux avec des jets d’eau en été; et un pont piétonnier au-dessus de la State Highway 163, qui permet d'accéder au fleuve Colorado.
Le parc Mountain View est situé dans le centre de Upper Laughlin, à côté du centre d'activités Spirit Mountain et à un pâté de maisons de la bibliothèque de la ville. Il comprend deux terrains de balle-molle, une aire de jeux, un parcours d’entraînement, des courts de tennis, des terrains de basket-ball, un terrain de volley-ball, des tables de pique-nique ombragées, une piste pour chiens et un parc de planches à roulettes.
À l'extrémité sud de Upper Laughlin se trouve la piscine de la ville. Il est ouvert pendant les mois d'été et comprend des vestiaires complets, des tables ombragées et un grand toboggan de style parc aquatique.

### Pétroglyphes
Source de curiosité, les mystérieuses peintures amérindiennes de Laughlin, qui datent de 800 ans avant notre ère, ont été localisées dans Grapevine Canyon  près de Laughlin , dans Spirit Mountain, au Nevada. Les Indiens ont gravé dans la pierre de magnifiques représentations dont certaines restent un mystère. Les traditions précolombiennes sont peut-être les cultures qui ont été le plus étudiées et sur lesquelles l'on a le plus écrit au cours du siècle dernier, en particulier dans les milieux spécialisés de l'anthropologie, et de l'archéologie, mais aussi les plus incomprises dans leur intégrité par le grand public. Elles sont inscrites au registre national des lieux historiques des États-Unis.

#### Lieu
Les pétroglyphes de Grapevine Canyon sont situés dans Grapevine Canyon, qui se trouve dans le Bridge Canyon Wilderness et le Spirit Mountain Wilderness , ainsi que partiellement dans la zone de loisirs nationale du lac Mead . [di à Spirit Mountain, près de Laughlin , dans le Nevada . Ils sont inscrits au registre national des lieux historiques des États-Unis. La région est connue sous le nom de Christmas Tree Pass Road .  La région comprend plus de 700 pétroglyphes et de nombreux abris sous roche, et les pétroglyphes s’étendent à travers le canyon, dans une concentration importante qui se situe à l’entrée du canyon, à une altitude de 2 395 pieds (730 m). Alors que les pétroglyphes s’étendent à travers le canyon, une concentration importante se situe à l’entrée du canyon, qui se trouve à une altitude de 2 395 pieds 730 m. La région comprend plus de 700 pétroglyphes et de nombreux abris sous roche. 

#### Site
Bien que la datation admise soit de 800 ans avant notre ère, certains pétroglyphes auraient été créés plus de 1 100 ans avant notre ère. La signification des glyphes et de leurs créateurs reste incertaine bien que la région ait été habitée par les Mojaves. L'interprétation des célèbres inscriptions gravées dans la pierre reste énigmatique au sein de la communauté  scientifique. Certains y voient la représentation des hommes casqués en lévitation dans les airs, d'autres ne constatent qu'un effet d'optique autour d'une simple scène de chasse, sur fond de neige.
Le site a été inscrit au registre national des lieux historiques le 15 décembre 1984. La cartographie des quelque 700 pétroglyphes a été réalisée en 2009.
En mars 2010, David R. Smith, accompagné de deux autres personnes, a dégradé trente zones de pétroglyphes en leur tirant dessus avec un pistolet de paintball automatique. Il a été condamné à purger une peine de prison dans une prison fédérale et à verser près de 100 000 $ de dédommagement.

#### Pétroglyphes remarquables

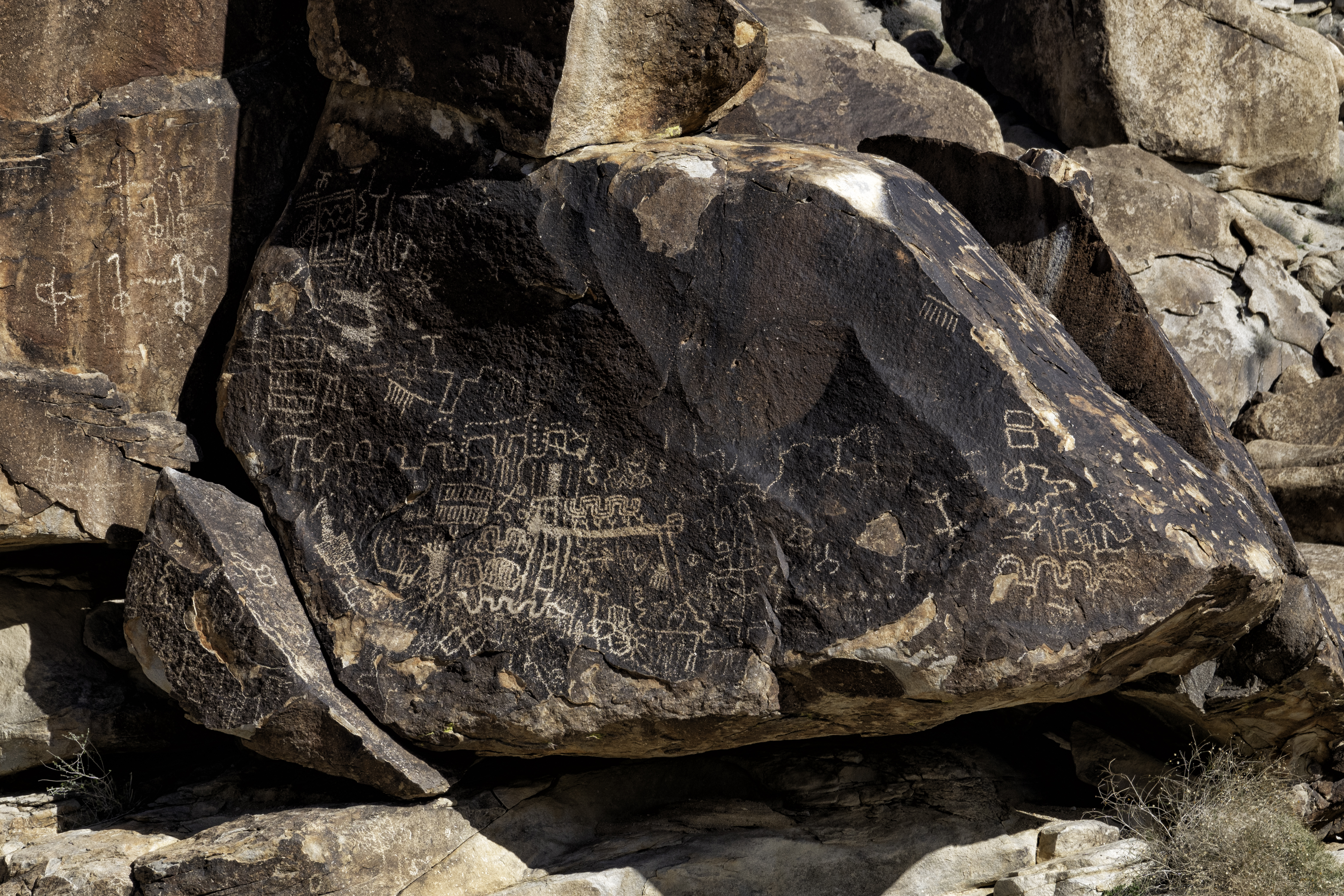
Pétroglyphes de Grapevine Canyon,
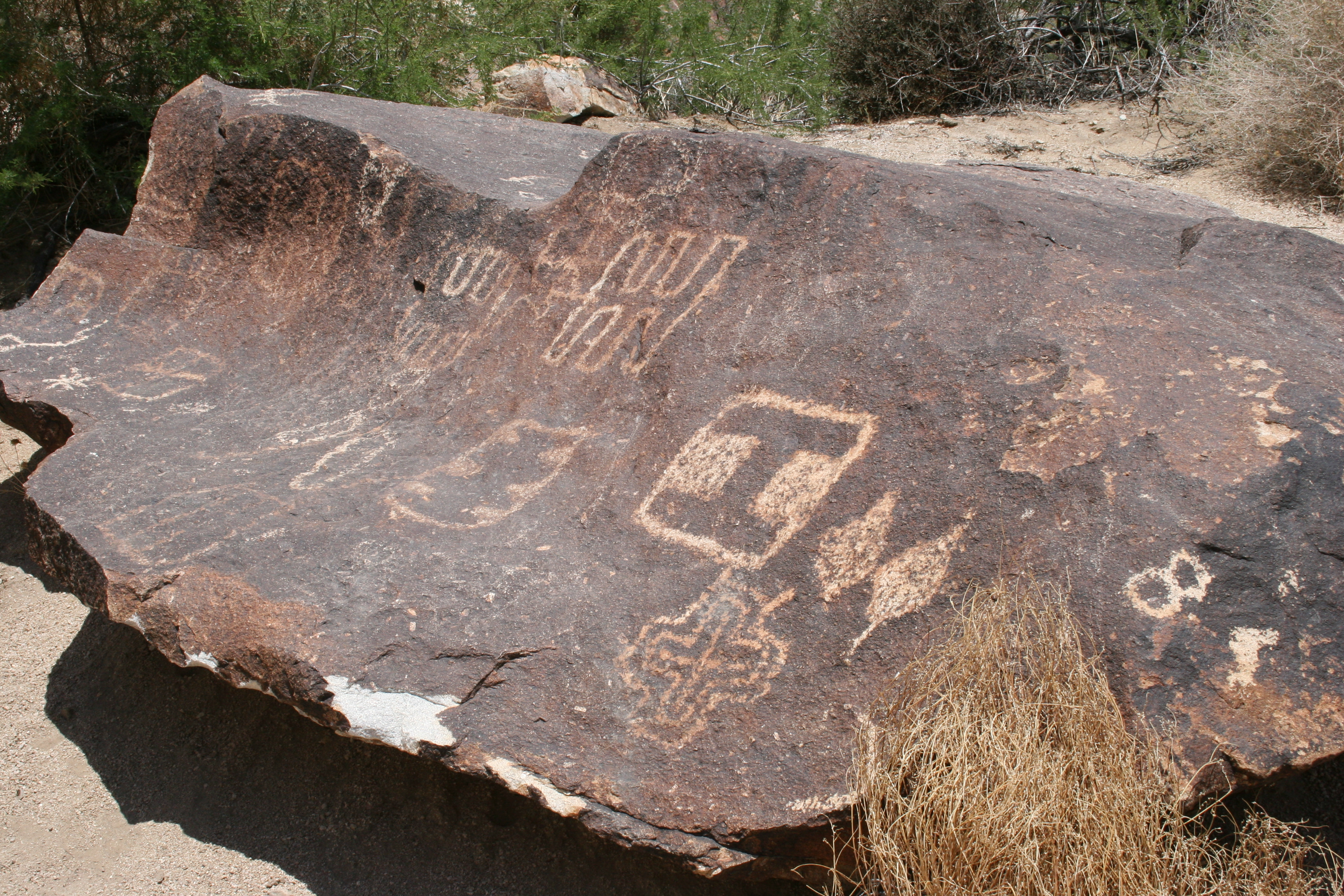
Pétroglyphes de Grapevine,
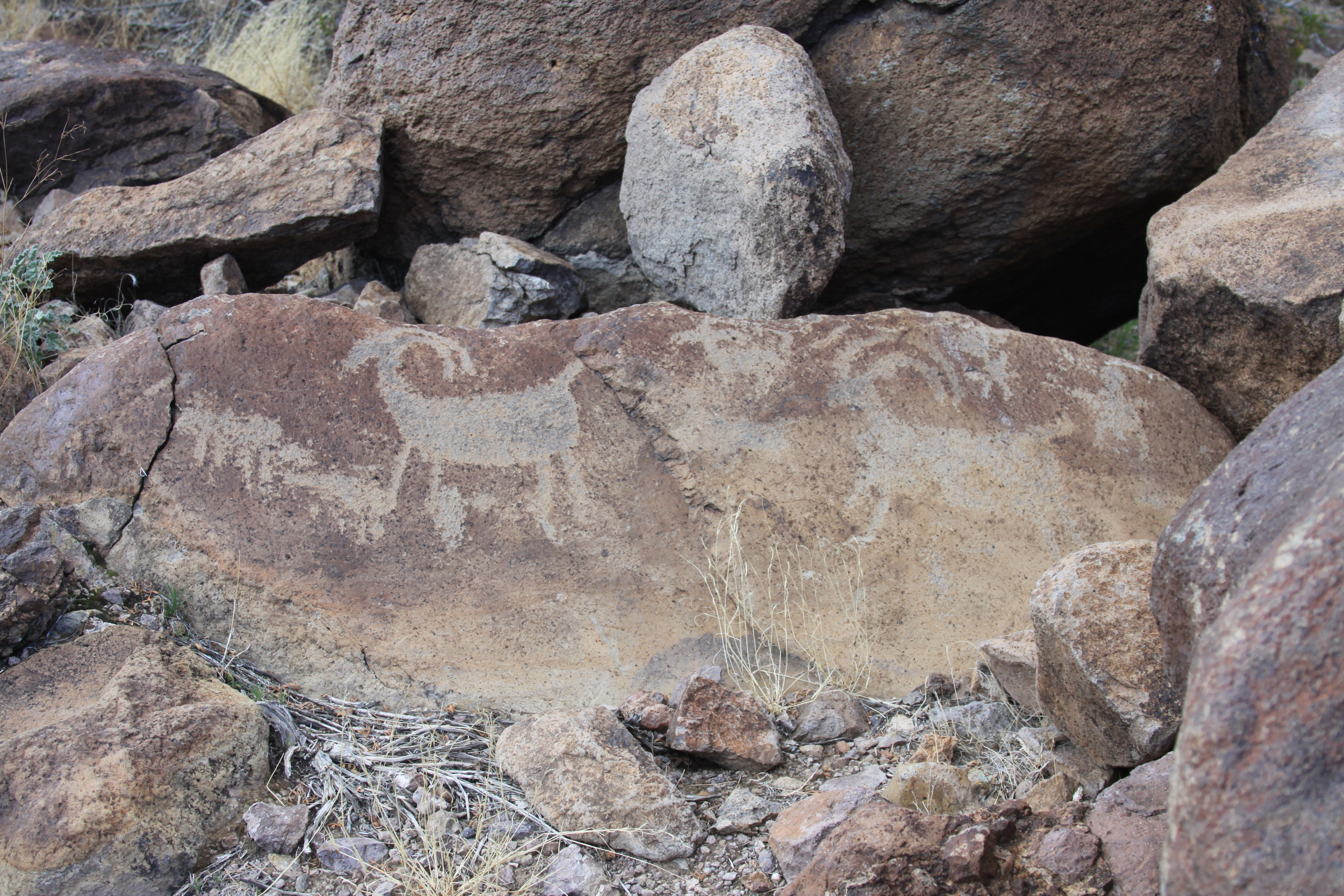
Scènes rupestres de Grapevine
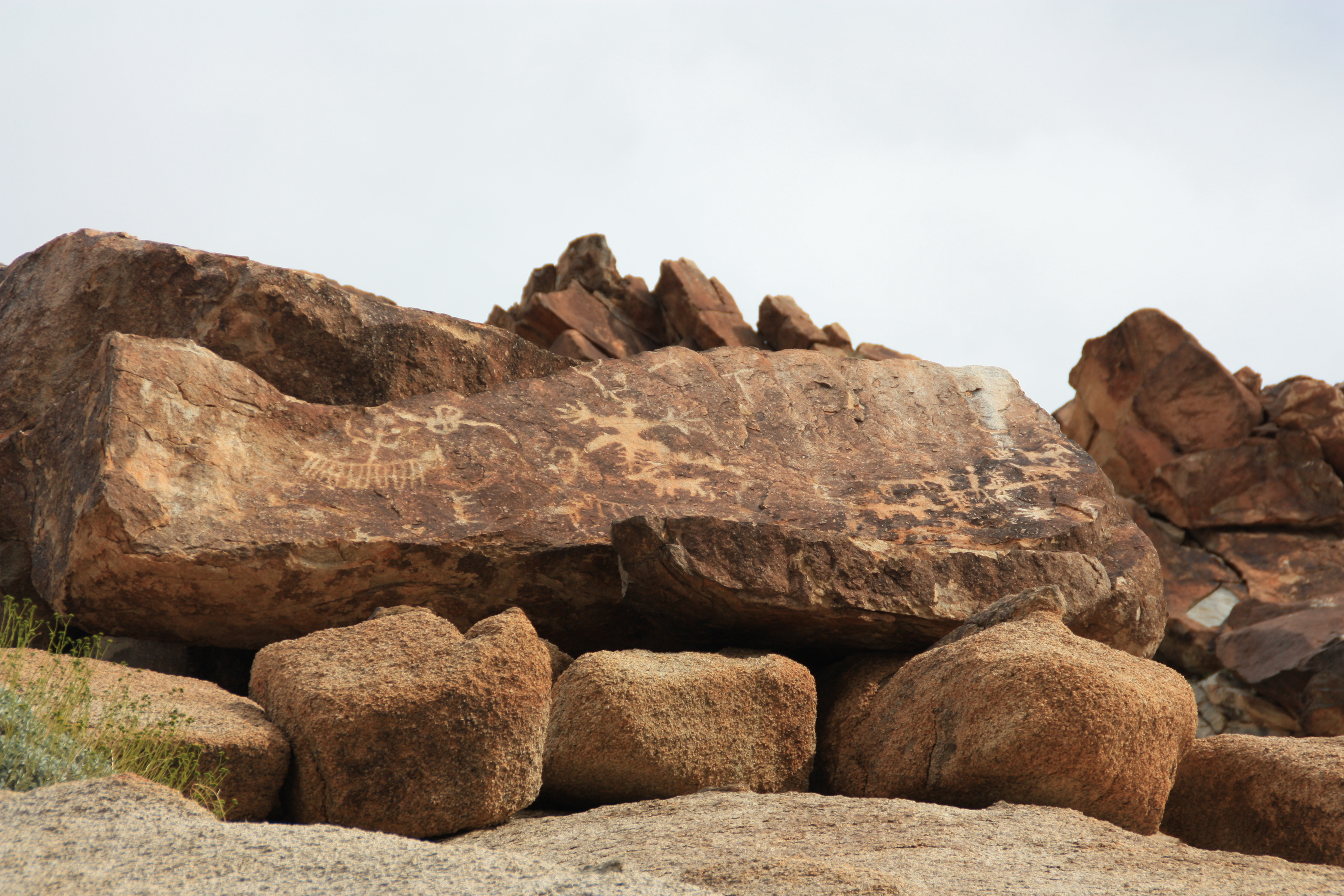
Grandes mains rupestres de Grapevine.

## Transports
Laughlin/Bullhead International Airport, situé dans la ville voisine de Bullhead City, dessert les deux villes. La compagnie de bus Tufesa dessert aussi la ville.